# 일본국 헌법 제1장
일본국 헌법 제1장 천황(일본어: 日本国憲法第1章 天皇)은 일본국 헌법의 천황과 국민 주권에 관한 부분이다. 제1조부터 제8조까지 총 8개의 조로 구성되어 있다.

## 구성
- 제1조 천황의 지위, 국민 주권
- 제2조 황위의 계승
- 제3조 천황의 국사행위에 대한 내각의 조언과 승인
- 제4조 천황의 권능 한계, 천황의 국사행위 위임
- 제5조 섭정
- 제6조 천황의 임명권
- 제7조 천황의 국사행위
- 제8조 황실의 재산 수수

## 같이 보기
- 일본국 헌법
- 일본 제국 헌법
- 일본국 정부
- 황실전범